# Shamshi Kaldayakov

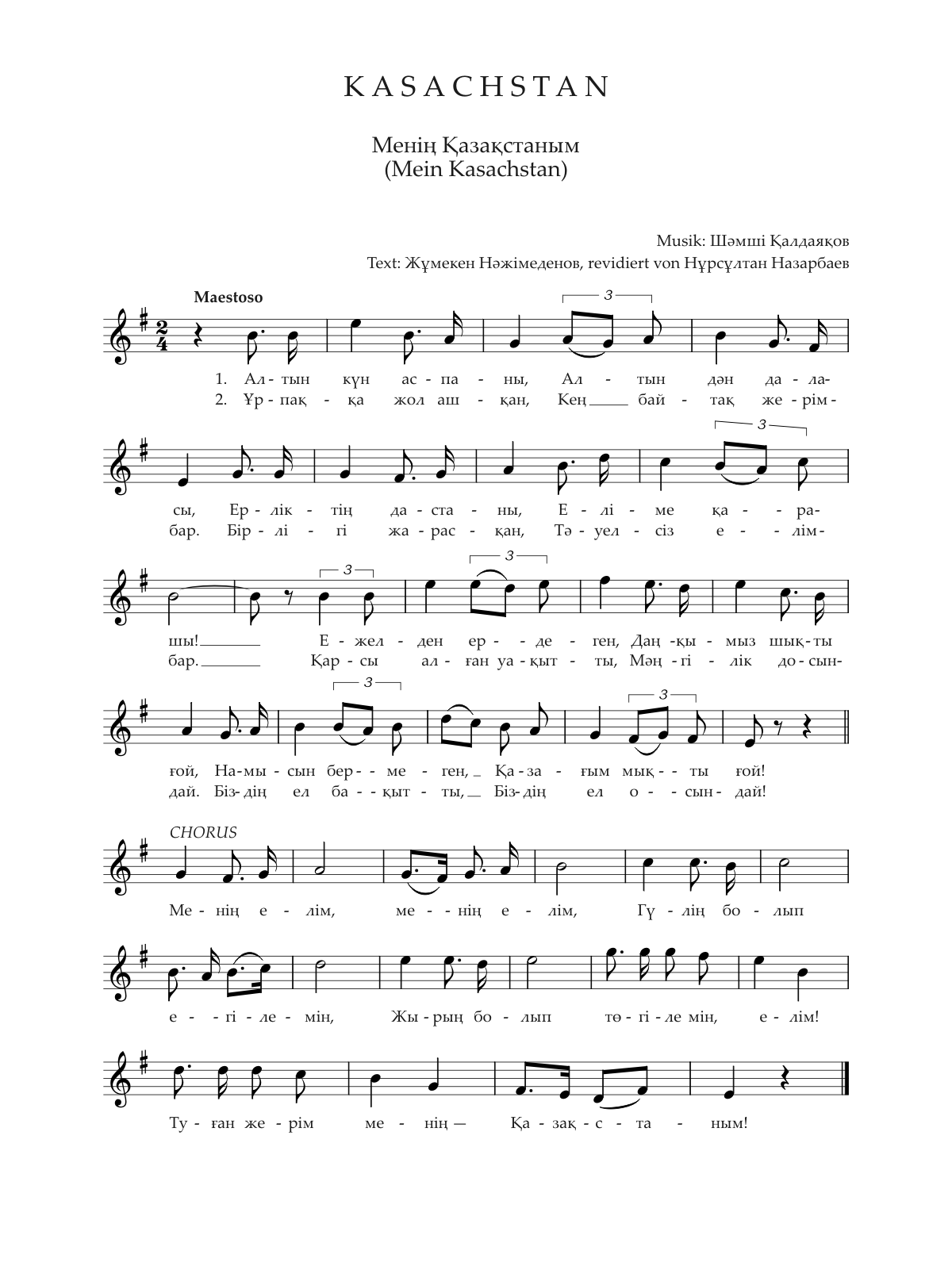
Zijn belangrijkste werk: Het volkslied van Kazachstan

Shamshi Kaldayakov (Kazachs:  Шәмші Қалдаяқов) (Zuid-Kazachstan, 15 augustus 1930 - Alma-Ata, 29 februari 1992) was een Kazachs componist. In de periode 1956-1962 studeerde hij aan het conservatorium van Alma-Ata. In 1956 componeerde hij de muziek voor Марш целинников (Mijn Kazachstan). In 2006 werd dit, na een paar aanpassingen,  verkozen tot nationaal volkslied van Kazachstan door de president Noersoeltan Nazarbajev.